# Schlieren (Szwajcaria)
Schlieren – miasto i gmina (Politische Gemeinde) w północnej Szwajcarii, w kantonie Zurych, w okręgu (Bezirk) Dietikon. Leży nad rzeką Limmat. 

## Demografia
W Schlieren mieszka 20 350 osób. W 2021 roku 46% populacji gminy stanowiły osoby urodzone poza Szwajcarią.

## Transport
Przez teren miasta przebiegają drogi główne nr 1 i nr 3.